# Loeselia
Loeselia L. – rodzaj roślin należący do rodziny wielosiłowatych (Polemoniaceae). Obejmuje ok. 15 gatunków. Występują one  w południowej części Ameryki Północnej (na północy po Arizonę i Teksas) oraz w północno-zachodniej części Ameryki Południowej (w Wenezueli i Kolumbii). Rosną w formacjach zaroślowych i leśnych, także na terenach skalistych. Kwiaty zapylane są przez owady i kolibry.
L. mexicana jest gatunkiem uprawianym jako ozdobny na obszarach o klimacie suchym i słonecznym z łagodnymi zimami. Rośliny z tego rodzaju były wykorzystywane przez rodzimą ludność kontynentów amerykańskich jako substytut mydła.
Nazwa rodzajowa upamiętnia niemieckiego botanika Johannesa Loesela (1607–1655).

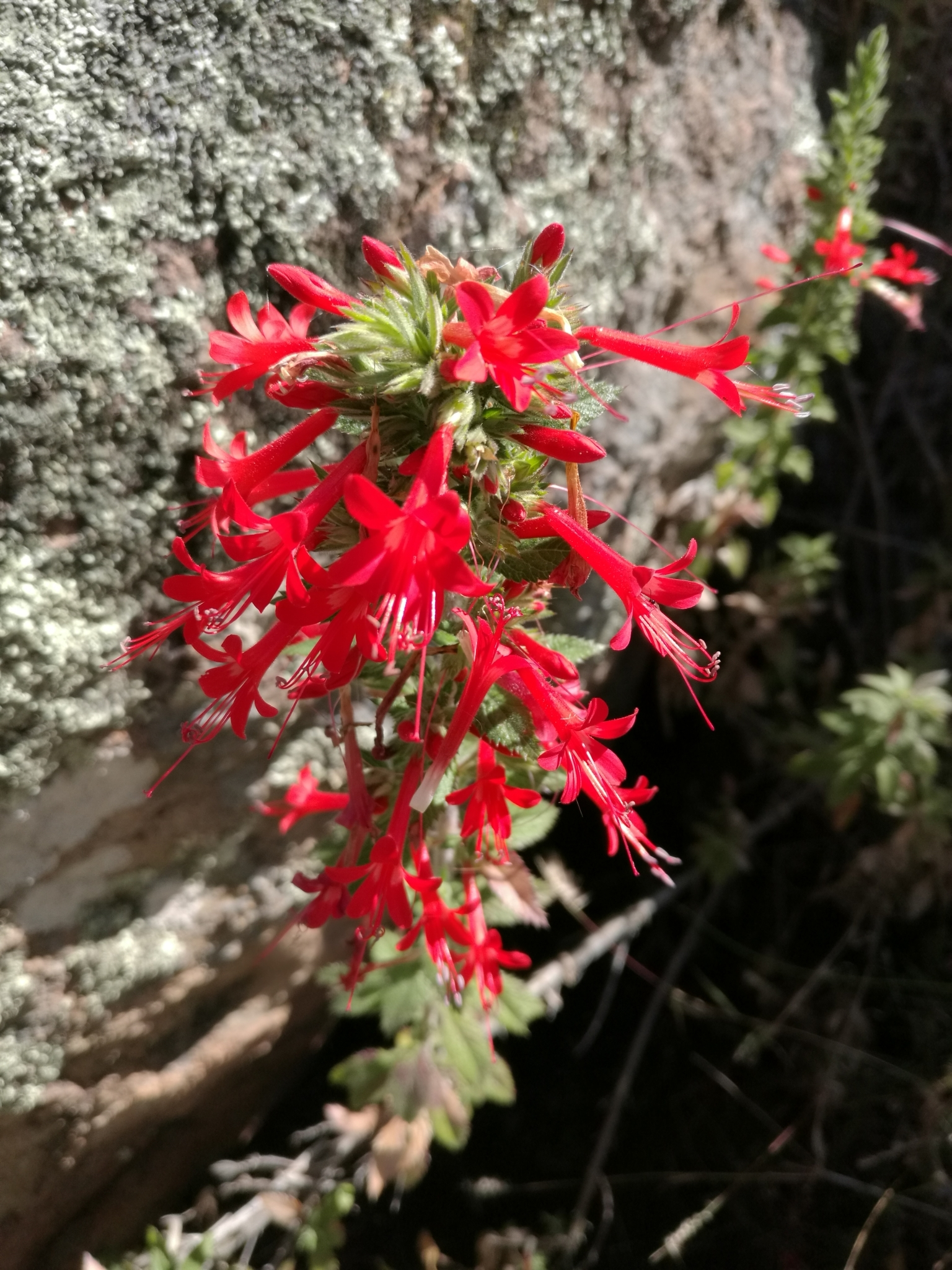
Loeselia mexicana

## Morfologia
PokrójPółkrzewy osiągające do 2 m wysokości, także byliny i rośliny roczne. Pędy kwitnące wzniesione.
LiścieZimozielone, skrętoległe lub naprzeciwległe, pojedyncze, całobrzegie lub kolczaste na brzegu, nagie lub gruczołowato owłosione.
KwiatyWyrastają skupione po kilka w kwiatostanach na szczytach pędów. Kielich jest złożony z 5 zrośniętych w dole działek, rurkowaty, zielony lub błoniasty, zwłaszcza na łączeniach działek, promienisty lub nieco grzbiecisty. Płatków korony jest 5, zrośniętych na znacznej długości w rurkę, na końcach płatki są wolne, rozchylone i zaokrąglone. Korona ma barwę szkarłatną do czerwonej z białą gardzielą lub niebieskawą. Pręcików jest 5, wystających z rurki korony, o nitkach nagich lub owłosionych, przyrośniętych do płatków w dolnej części rurki. Zalążnia jest górna, powstaje z trzech owocolistków, z licznymi zalążkami w komorach, zwieńczona jest pojedynczą, smukłą szyjką słupka i trójdzielnym znamieniem.
OwoceKrótkie, trójkomorowe torebki otwierające się komorowo, zawierające po 1–10 nasion w każdej z komór. Nasiona kuliste do elipsoidalnych, kanciaste, czasem z niewielkim skrzydełkiem, śluzowaciejące w kontakcie z wodą.

## Systematyka
Rodzaj należy do podrodziny Polemonioideae w obrębie rodziny wielosiłowatych Polemoniaceae. 
Wykaz gatunków
- Loeselia amplectens Benth.
- Loeselia campechiana C.Gut.Báez & Duno
- Loeselia ciliata L.
- Loeselia coerulea (Cav.) G.Don
- Loeselia glandulosa (Cav.) G.Don
- Loeselia grandiflora Standl.
- Loeselia greggii S.Watson
- Loeselia hintoniorum B.L.Turner
- Loeselia mexicana (Lam.) Brand
- Loeselia pumila (M.Martens & Galeotti) Walp.
- Loeselia purpusii Brandegee
- Loeselia rupestris Benth.
- Loeselia rzedowskii McVaugh
- Loeselia spectabilis J.M.Porter & V.W.Steinm.
- Loeselia tancitaroensis J.M.Porter & V.W.Steinm.